# Железняк, Григорий Карпович
Григорий Карпович Железняк (1928—2011) — советский работник сельского хозяйства, директор совхоза «Майский» Адамовского района Оренбургской области, Герой Социалистического Труда (1971).

## Биография
Родился 4 марта 1928 года в поселке Адамовка одноимённого района Оренбургской области в семье рабочего.
Окончив среднюю школу, затем Сорочинский ветеринарный техникум и ветеринарный факультет Чкаловского сельскохозяйственного института, в 1955 году Григорий Железняк получил направление в совхоз «Комсомольский» Адамовского района Чкаловской (позже Оренбургской) области, где трудился в течение десяти лет главным ветеринарным врачом. Работал под руководством Героя Социалистического Труда М. Г. Голованова, у которого многому научился.
Стал руководителем и в 1965—1973 годах был директором вновь созданного совхоза «Майский» Адамовского района Оренбургской области. Под руководством Г. К. Железняка совхоз был выведен в число передовых хозяйств области и стал получать самые высокие урожаи в районе. План восьмой пятилетки (1966—1970 годы) по продаже хлеба государству был выполнен на 228 процентов. Благодаря опыту и знаниям директора, в также было создано высокопродуктивное стадо мясного скота и пятилетний план по продаже мяса государству был выполнен на 110 процентов.
В 1973—1975 годах Железняк работал начальником Адамовского районного производственного управления совхозов. В 1975—1988 годах находился на партийной работе — был первым секретарём Беляевского райкома КПСС Оренбургской области. С 1988 года находился на пенсии.
Умер 15 сентября 2011 года. Похоронен на кладбищенском комплексе «Степной-1» города Оренбурга.

## Награды
- Указом Президиума Верховного Совета СССР от 8 апреля 1971 года за успехи, достигнутые в развитии сельскохозяйственного производства и выполнении пятилетнего плана продажи государству продуктов земледелия и животноводства, Железняку Григорию Карповичу было присвоено звание Героя Социалистического Труда с вручением ордена Ленина и золотой медали «Серп и Молот».
- Также был награждён вторым орденом Ленина (1968), орденами Трудового Красного Знамени (1978), «Знак Почета» (1956) и медалями.